# Frederik I van Meißen
Frederik I van Meißen bijgenaamd de Stoutmoedige en de Gebetene (Eisenach, circa 1257 - 16 november 1323) was van 1291 tot aan zijn dood markgraaf van Meißen en van 1298 tot aan zijn dood landgraaf van Thüringen. Hij behoorde tot het huis Wettin.

## Levensloop
Frederik was de tweede zoon van markgraaf Albrecht II van Meißen en diens echtgenote Margaretha van Sicilië, dochter van keizer Frederik II van het Heilige Roomse Rijk. In 1270 verliet Frederiks moeder haar echtgenoot nadat ze ontdekt had dat hij een buitenechtelijke relatie had met Kunigunde van Eisenberg. Volgens de legende gaf ze bij haar een vertrek een wangbeet aan Frederik, wat een verklaring is voor zijn bijnaam de Gebetene.
In 1268 betekende de dood van Konradijn het uitsterven in mannelijke lijn van het huis Hohenstaufen. Frederik, via zijn grootvader langs moederkant verbonden met de Hohenstaufen, werd hierdoor de legitieme erfgenaam van de bezittingen van de Hohenstaufen en claimde vanaf dan de titels van koning van Sicilië, koning van Jeruzalem en hertog van Zwaben.
Frederik was eigenlijk niets met deze claims. Het hertogdom Zwaben was na de dood van Konradijn als politieke eenheid uiteengevallen, hij werd niet erkend als koning van Jeruzalem en de macht in het zuiden van Italië was stevig in handen van Karel van Anjou. In 1269 stelde Frederik voor om een invasie in Italië te doen, waarvoor hij enige steun kreeg van de Lombardische Ghibellijnen. Uiteindelijk werden de invasieplannen nooit uitgevoerd en speelde hij geen verdere rol meer in Italiaanse zaken. Vanaf 1280 was Frederik paltsgraaf van Saksen.
Omdat markgraaf Albrecht II van Meißen hun halfbroer Apitz tot enige erfgenaam wilde benoemen, begonnen Frederik en zijn jongere broer Diezmann een oorlog tegen hem. In 1281 werd Frederik gevangengezet en na een lange oorlog erkende zijn vader in 1289 de rechten van Frederik en zijn broer Diezmann. In 1291 verkocht zijn vader wegens financiële problemen het markgraafschap Meißen aan zijn neef Frederik Tuta. Hetzelfde jaar nog stierf Frederik Tuta zonder erfgenamen en namen Frederik en Diezmann zijn bezittingen in. Frederik werd bovendien markgraaf van Meißen. Rooms-Duits koning Adolf van Nassau dacht echter dat Meißen en de Saksische Oostmark na Tuta's dood naar de kroon moesten terugkeren en dwong de met hoge schulden beladen Albrecht om het landgraafschap Thüringen aan hem te verkopen. Frederik en Diezmann namen tegen Adolf de wapens op om hun erfenis te beschermen, maar dit mislukte en de broers moesten hun land opgeven. Frederik ging vervolgens tot aan de dood van Adolf in ballingschap leven totdat zijn landerijen na de dood van Adolf in 1298 naar hem teruggingen, inclusief het landgraafschap Thüringen. Ook verzoenden Frederik en zijn vader Albrecht zich.
De nieuwe Rooms-Duitse koning, Albrecht I van Habsburg, bleef echter het landgraafschap Thüringen claimen en werd daarin gesteund door de Thüringse steden die rijksvrijheid genoten. Het kasteel van Warburg, de residentie van Frederik en zijn familie, werd belegerd door troepen vanuit de stad Eisenach, maar Frederik slaagde erin om te ontsnappen. Op 31 mei 1307 wonnen Frederik en Diezmann de Slag bij Lucka tegen Albrecht I van Habsburg. Voordat Albrecht I van Habsburg erin slaagde om nieuwe troepen aan te leveren, overleed hij.
Eind 1307 stierf ook Frederiks broer Diezmann, waarna Frederik diens bezittingen erfde. De steden binnen het landgraafschap Thüringen bleven zich echter tegen hem verzetten. Hij kon echter de stad Erfurt met geweld onderwerpen en ook verzoende hij zich met keizer Hendrik VII. In 1310 werd hij door keizer Hendrik VII officieel bevestigd in zijn landerijen. 
Intussen had Frederik ook een conflict met het markgraafschap Brandenburg en hij werd in 1312 zelfs gevangengenomen door markgraaf Waldemar van Brandenburg. Om zijn vrijheid te herwinnen, moest Frederik 32.000 zilvermarken betalen en het Verdrag van Tangermünde ondertekenen, waarbij Frederik Neder-Lausitz moest afstaan aan het markgraafschap Brandenburg. In 1316 kwam het opnieuw tot een vete tussen Frederik en het markgraafschap Brandenburg, die in 1317 met de Vrede van Maagdenburg beëindigd werd. Toen in 1320 het huis Ascaniërs dat Brandenburg bestuurde uitstierf, herwon Frederik alle landen die hij aan Brandenburg had verloren, op het markgraafschap Landsberg en Neder-Lausitz na. Ook was hij nu in staat om een algemene landvrede te installeren.
In 1321 kreeg Frederik een beroerte, waardoor hij vanaf dan verlamd was. In november 1323 stierf Frederik in Eisenach, waarna hij werd bijgezet in de Abdij van Reinhardsbrunn. Later werden zijn beenderen overgebracht naar het kasteel Grimmenstein in Gotha. Nadat dit kasteel werd vernietigd, werd zijn stoffelijk overschot herbegraven in het kasteel Friedenstein.  

## Huwelijken en nakomelingen
In 1286 huwde Frederik met Agnes van Gorizia-Tirol (overleden in 1293), dochter van graaf Meinhard II van Gorizia-Tirol. Ze kregen een zoon:
- Frederik de Lamme (1293-1315)

Na de dood van Agnes hertrouwde Frederik op 24 augustus 1300 met Elisabeth (1286-1359), dochter van graaf Otto IV van Lobdeburg-Arnshaugk. Ze kregen twee kinderen:
- Elisabeth (1306-1368), huwde in 1322 met landgraaf Hendrik II van Hessen
- Frederik II (1310-1349), markgraaf van Meißen

## Voorouders
| Overgootouders                    | Diederik van Meißen (1162-1221) ∞ Jutta van Thüringen (1184-1235)         | Diederik van Meißen (1162-1221) ∞ Jutta van Thüringen (1184-1235)         | Leopold VI van Oostenrijk (1176-1230) ∞ Theodora Angelina (1189-1246)     | Leopold VI van Oostenrijk (1176-1230) ∞ Theodora Angelina (1189-1246)     | Keizer Hendrik VI (1165-1197) ∞ Constance van Sicilië (1154-1198)       | Keizer Hendrik VI (1165-1197) ∞ Constance van Sicilië (1154-1198)       | Jan zonder Land (1167-1216) ∞ 1200 Isabella van Angoulême (1186-1246)   | Jan zonder Land (1167-1216) ∞ 1200 Isabella van Angoulême (1186-1246)   |
| Grootouders                       | Hendrik III van Meißen (1215-1288) ∞ Constance van Oostenrijk (1212-1243) | Hendrik III van Meißen (1215-1288) ∞ Constance van Oostenrijk (1212-1243) | Hendrik III van Meißen (1215-1288) ∞ Constance van Oostenrijk (1212-1243) | Hendrik III van Meißen (1215-1288) ∞ Constance van Oostenrijk (1212-1243) | Keizer Frederik II (1194-1250) ∞ Isabella van Engeland (1214-1241)      | Keizer Frederik II (1194-1250) ∞ Isabella van Engeland (1214-1241)      | Keizer Frederik II (1194-1250) ∞ Isabella van Engeland (1214-1241)      | Keizer Frederik II (1194-1250) ∞ Isabella van Engeland (1214-1241)      |
| Ouders                            | Albrecht II van Meißen (1240-1314) ∞ Margaretha van Sicilië (1241-1270)   | Albrecht II van Meißen (1240-1314) ∞ Margaretha van Sicilië (1241-1270)   | Albrecht II van Meißen (1240-1314) ∞ Margaretha van Sicilië (1241-1270)   | Albrecht II van Meißen (1240-1314) ∞ Margaretha van Sicilië (1241-1270)   | Albrecht II van Meißen (1240-1314) ∞ Margaretha van Sicilië (1241-1270) | Albrecht II van Meißen (1240-1314) ∞ Margaretha van Sicilië (1241-1270) | Albrecht II van Meißen (1240-1314) ∞ Margaretha van Sicilië (1241-1270) | Albrecht II van Meißen (1240-1314) ∞ Margaretha van Sicilië (1241-1270) |
| Frederik I van Meißen (1257-1323) |                                                                           |                                                                           |                                                                           |                                                                           |                                                                         |                                                                         |                                                                         |                                                                         |

- Biblioteca Nacional de España: XX5478047
- Gemeinsame Normdatei: 118535706
- International Standard Name Identifier: 0000 0001 1561 9066
- Library of Congress Control Number: no2008130580
- Nederlandse Thesaurus van Auteursnamen: 073593095
- Virtual International Authority File: 268888104
- WorldCat: E39PBJk8XKFvTkJf3WJctJWMT3